# Biserica romano-catolică din Năsăud

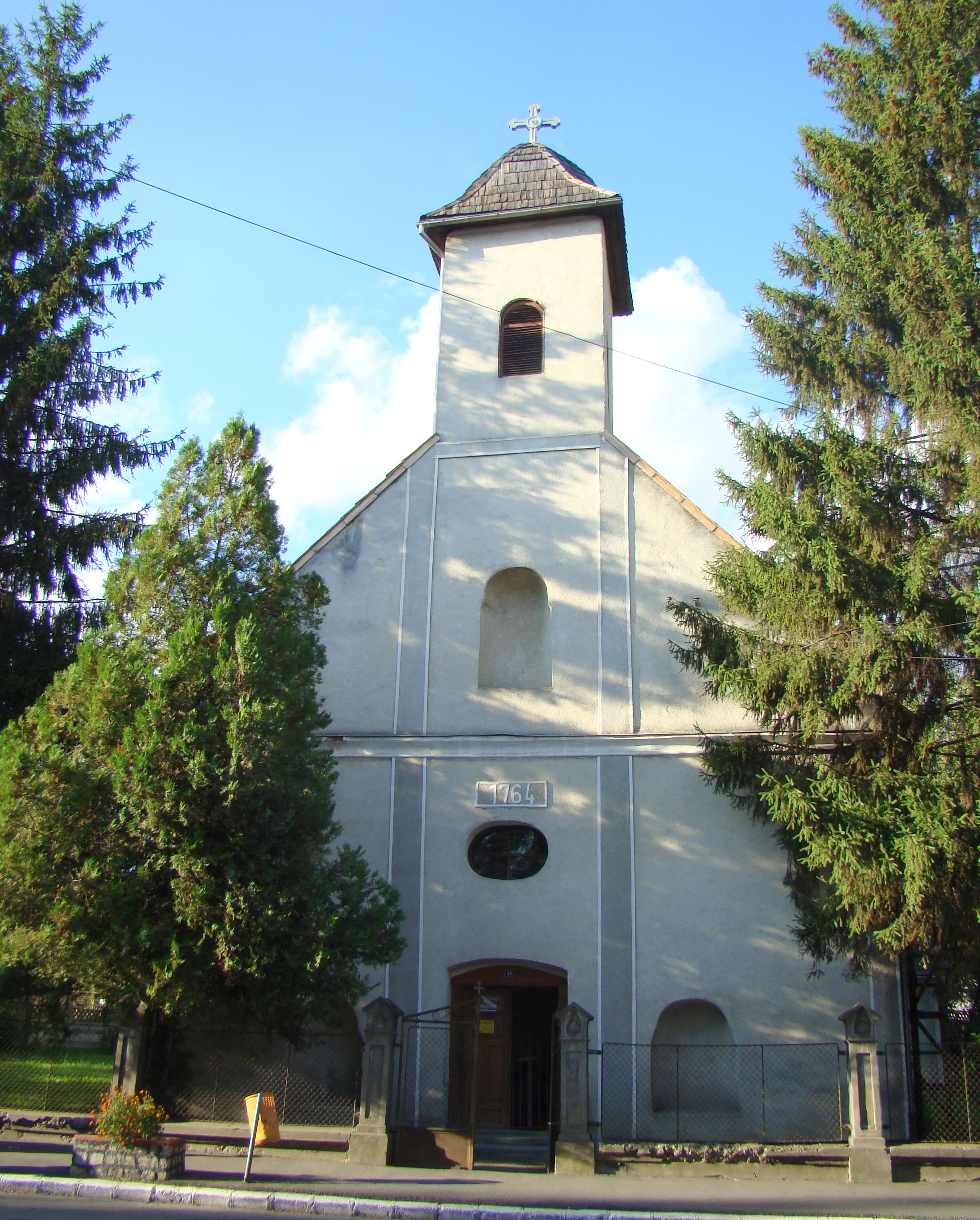
Biserica romano-catolică din Năsăud (august 2016)

Biserica romano-catolică este un lăcaș de cult aflat pe teritoriul orașului Năsăud, județul Bistrița-Năsăud. A fost construită în a doua jumătate a secolului al XVIII-lea. Are hramul „Sf. Ioan Nepomuk”.

## Localitatea
Năsăud (în dialectul săsesc Nassndref, Nassendraf, Nosndref, Nâssendorf, Nâessndorf, în germană Nussdorf, Nussendorf, Nassendorf, maghiară Naszód) este un oraș în județul Bistrița-Năsăud, Transilvania, România. Prima mențiune documentară este din anul 1264, cu denumirea Nazowd.

## Biserica
Piatra de temelie a bisericii a fost pusă în ziua de 12 aprilie 1771. Anterior, în anul 1762, se ridicase o casă pentru capelan. Pe data de 23 iunie 1773 biserica a primit vizita împăratului Iosif al II-lea.
Biserica păstrează înscrisuri începând din anul 1764 ale capelanilor interimari și ale preoților delegați  pe lângă regimentul năsăudean, care fusese înființat în anul 1762.

## Vezi și
- Biserica Sfântul Nicolae din Năsăud

## Imagini din exterior

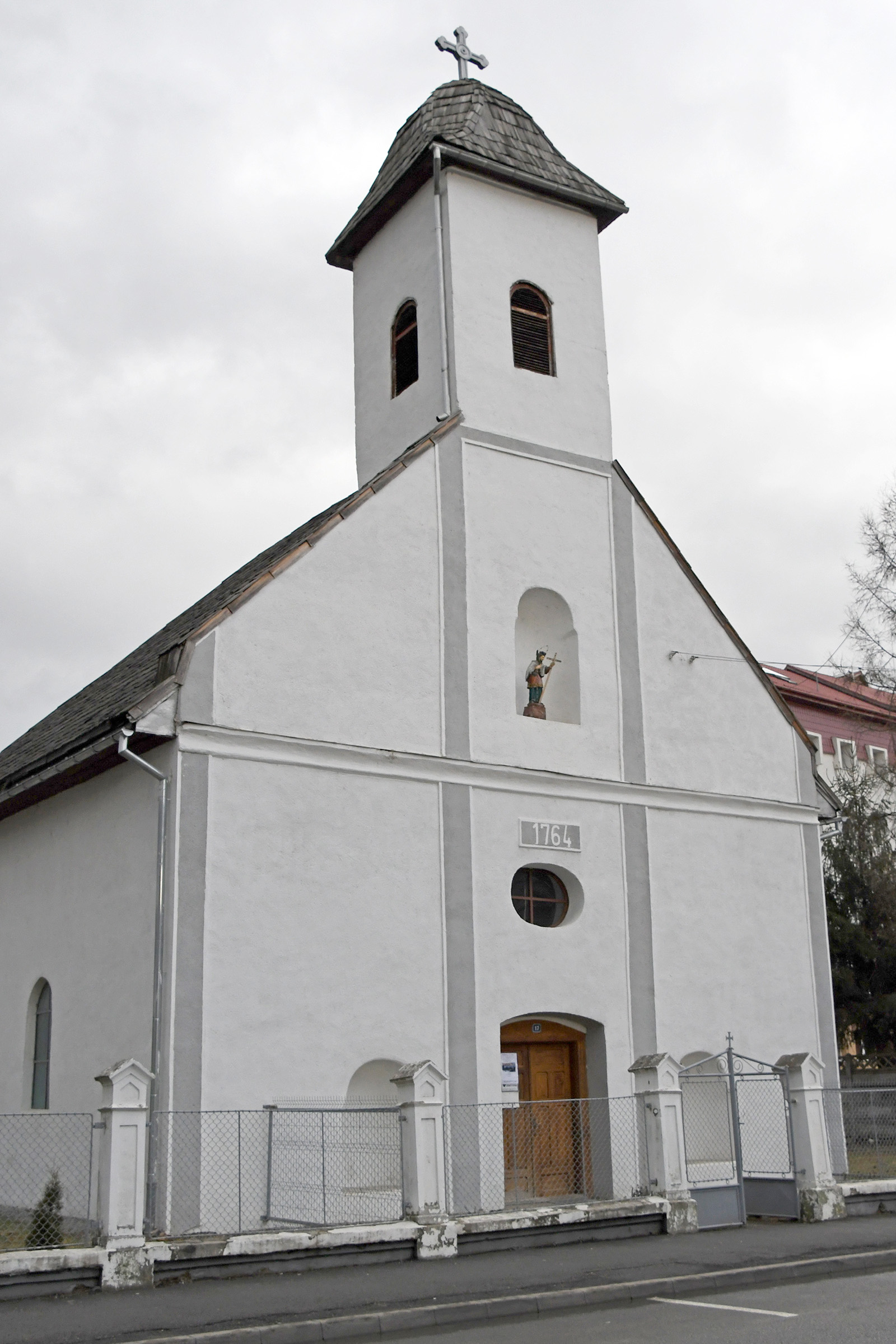
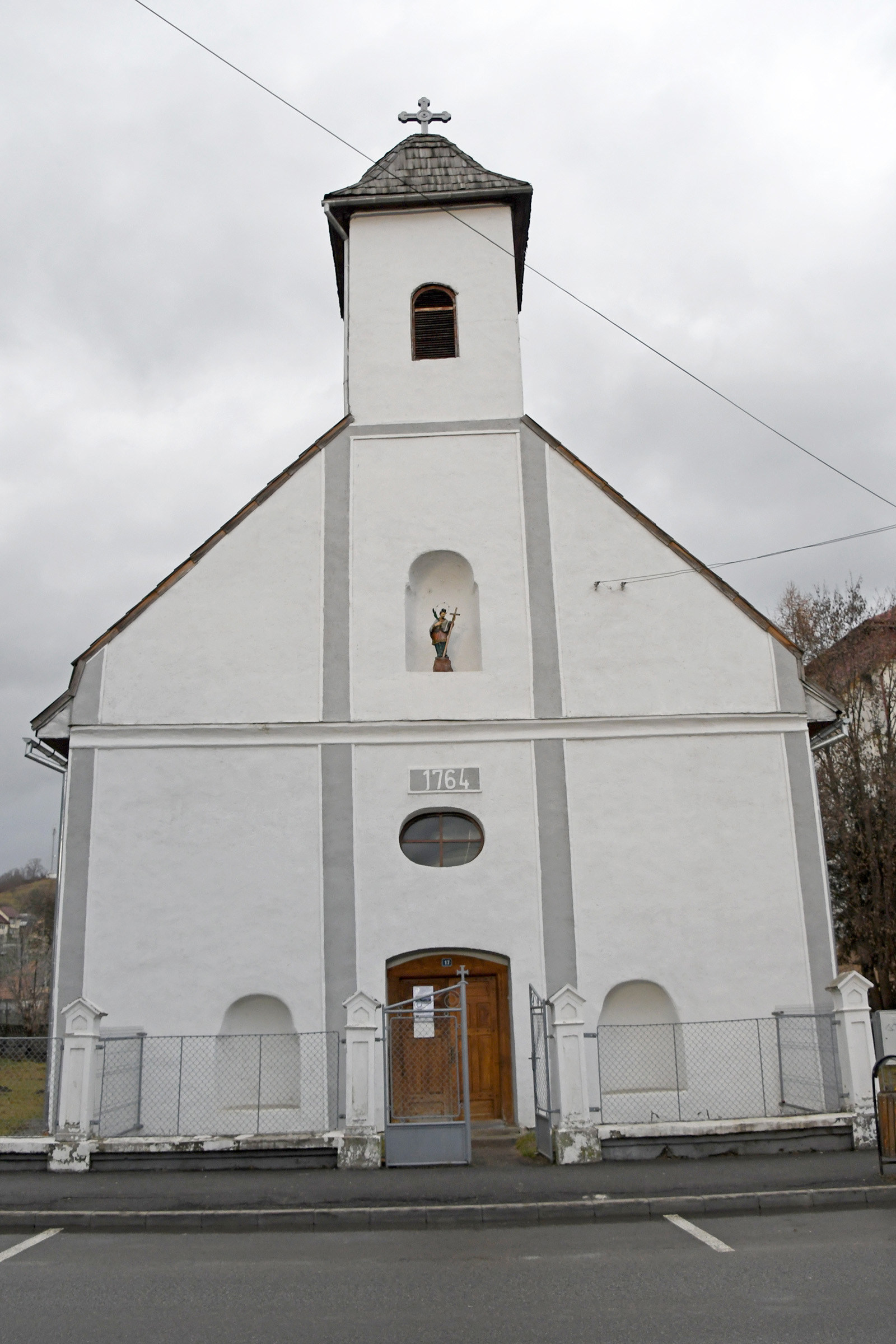
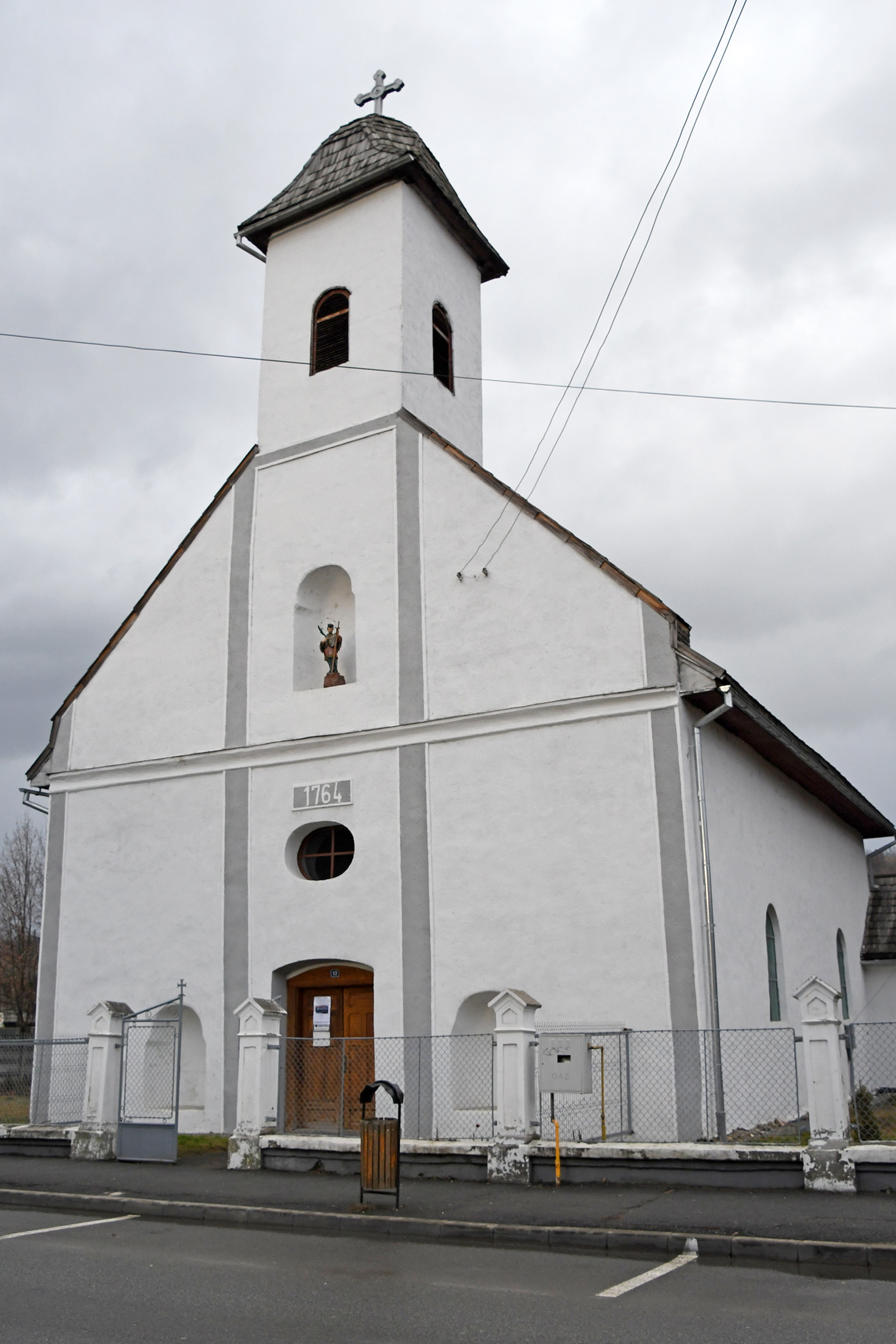
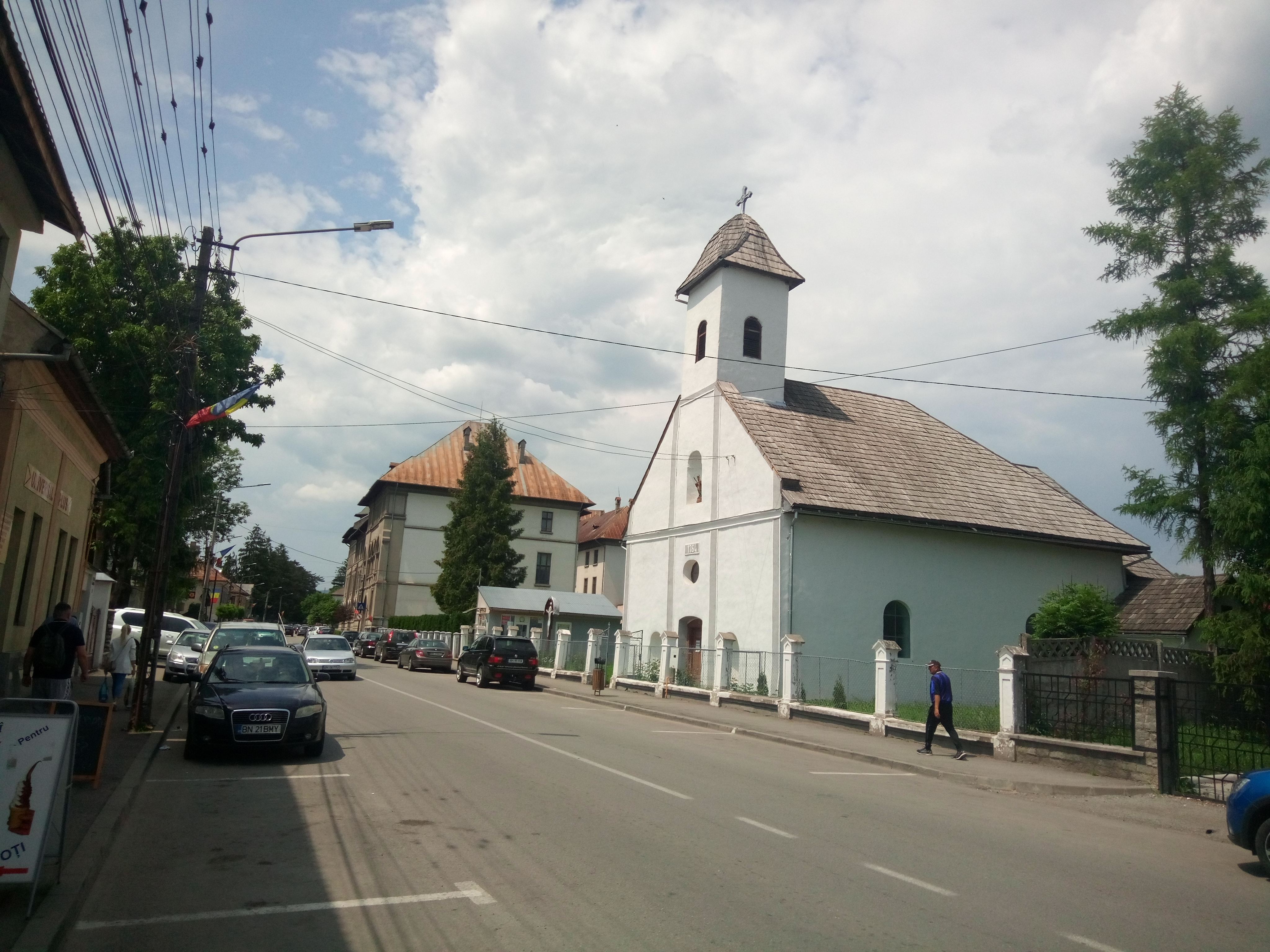
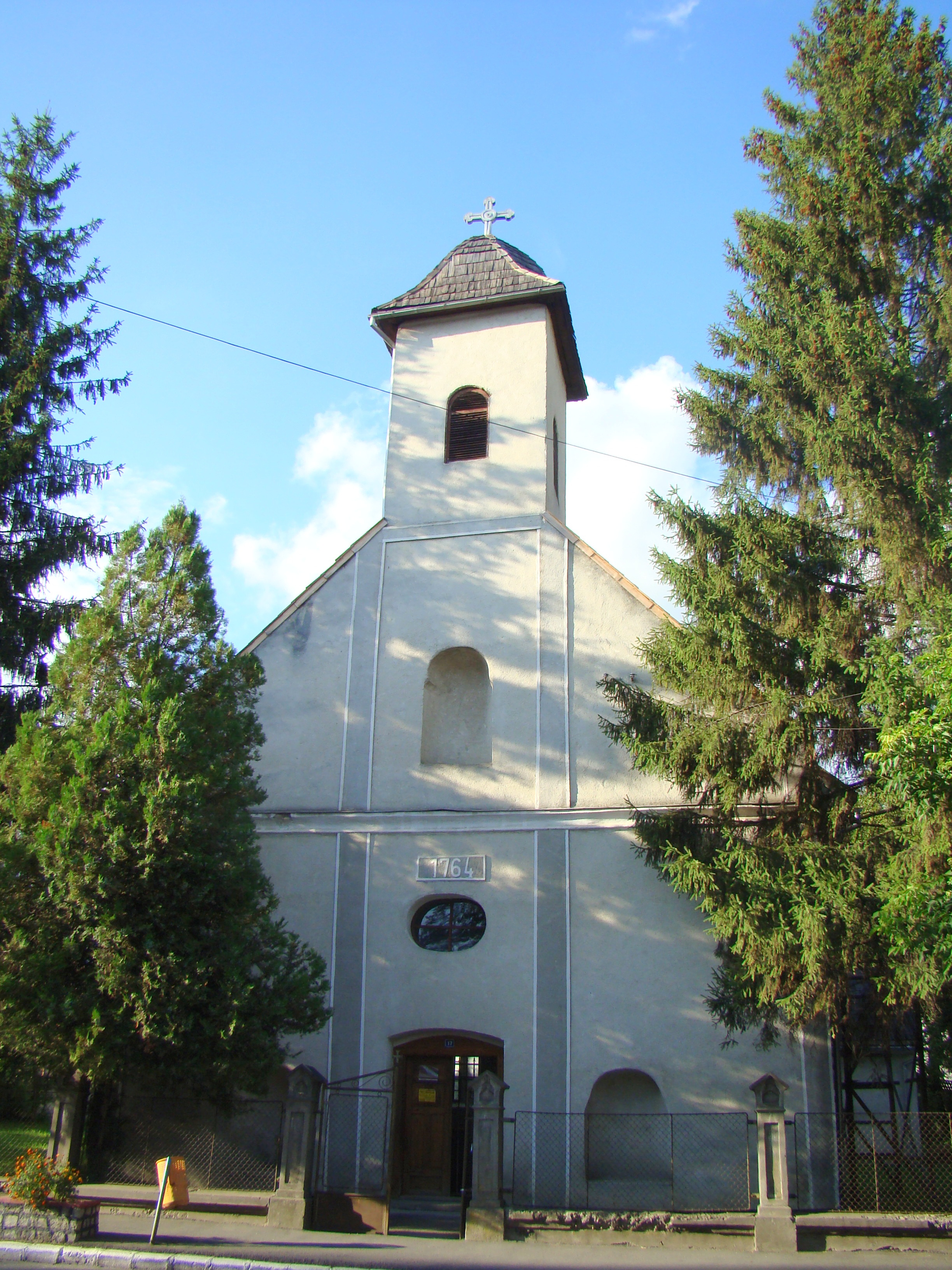
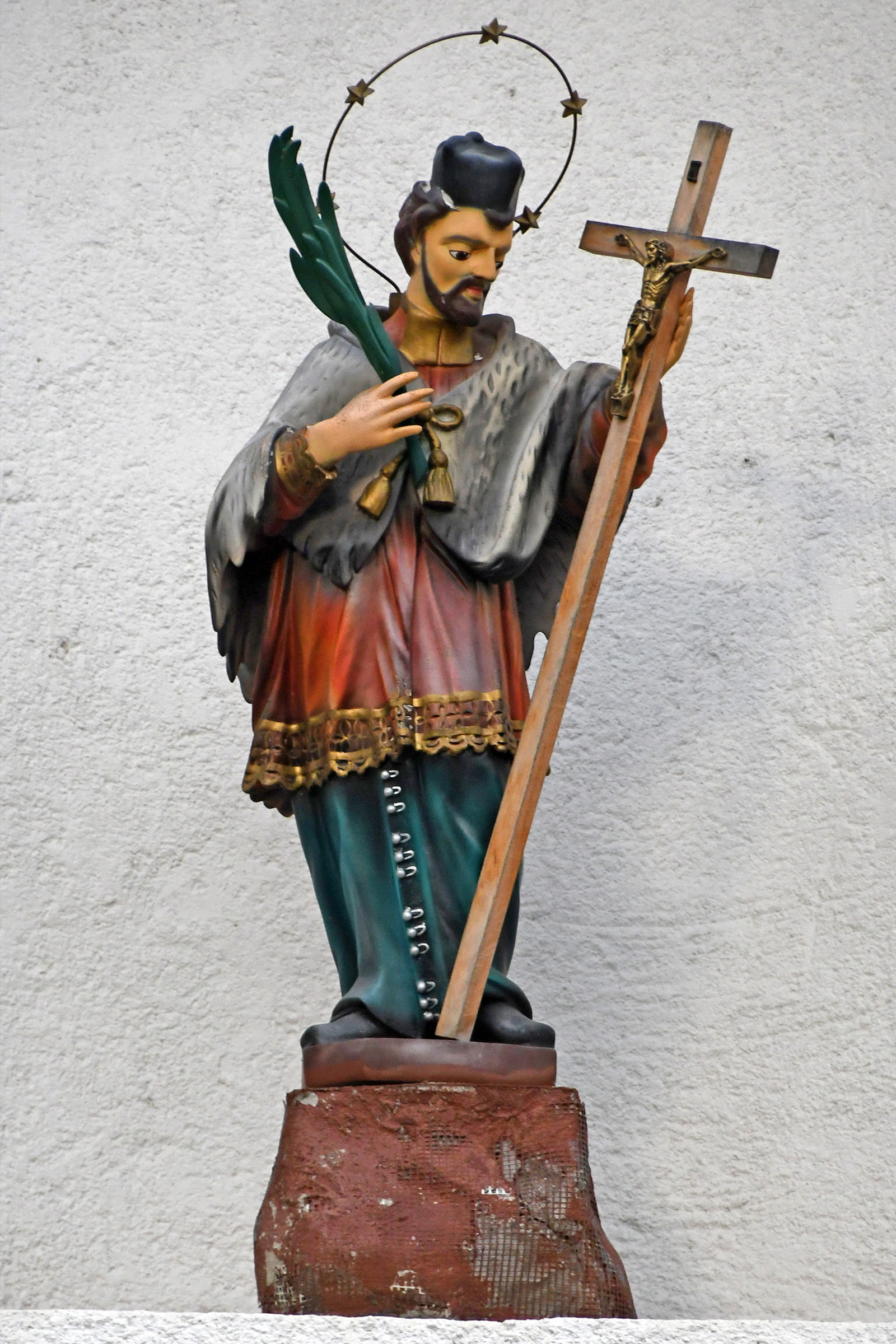
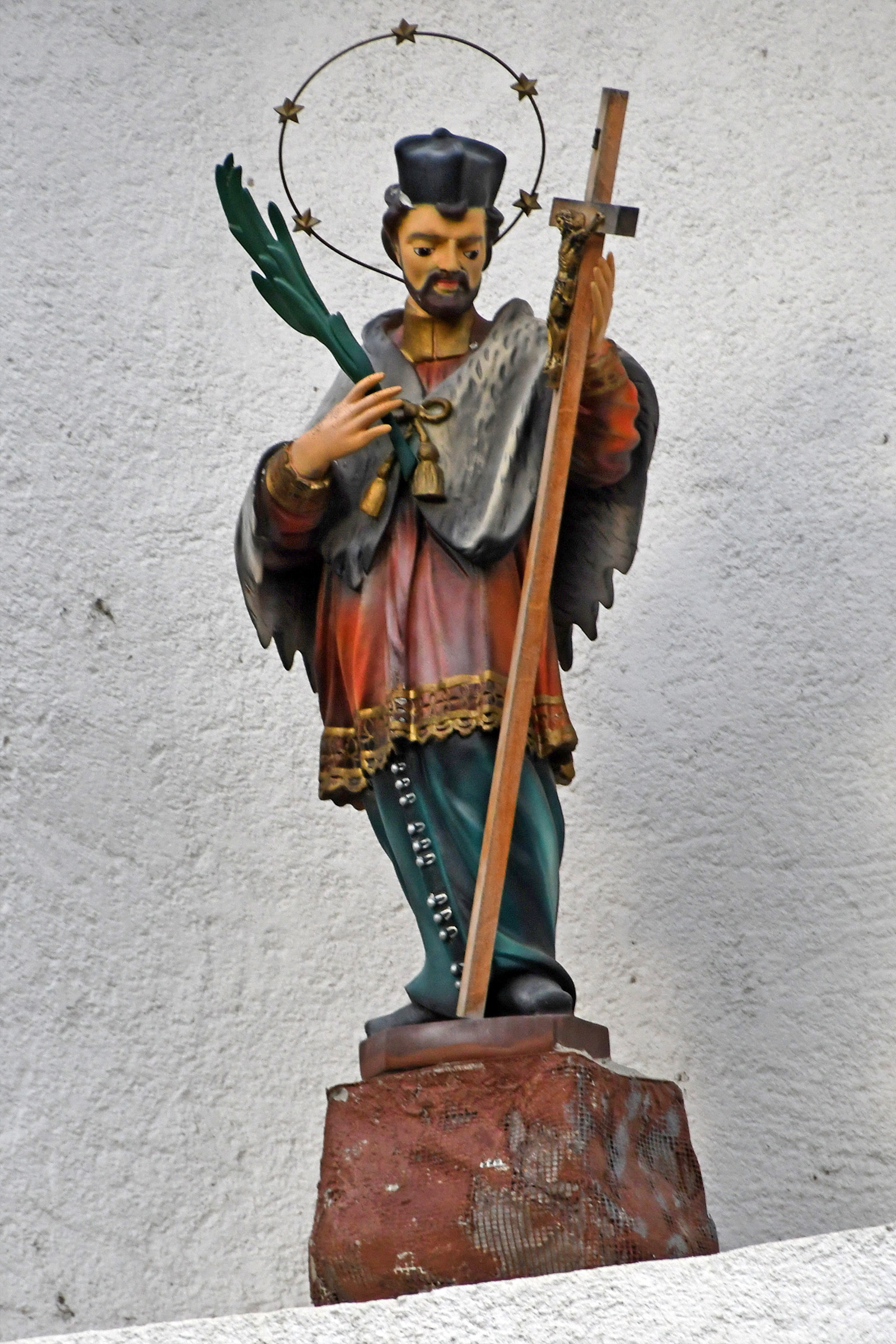
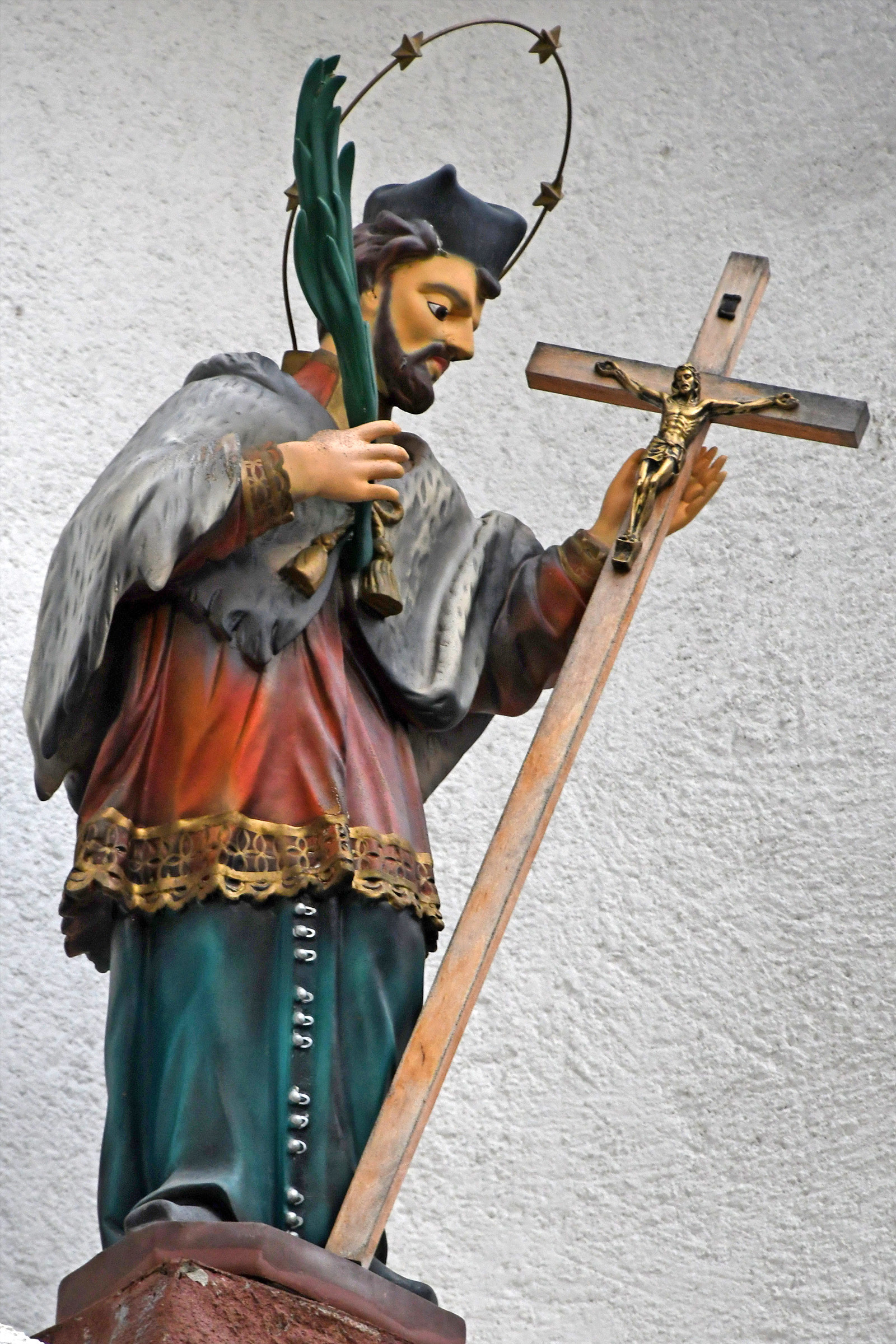
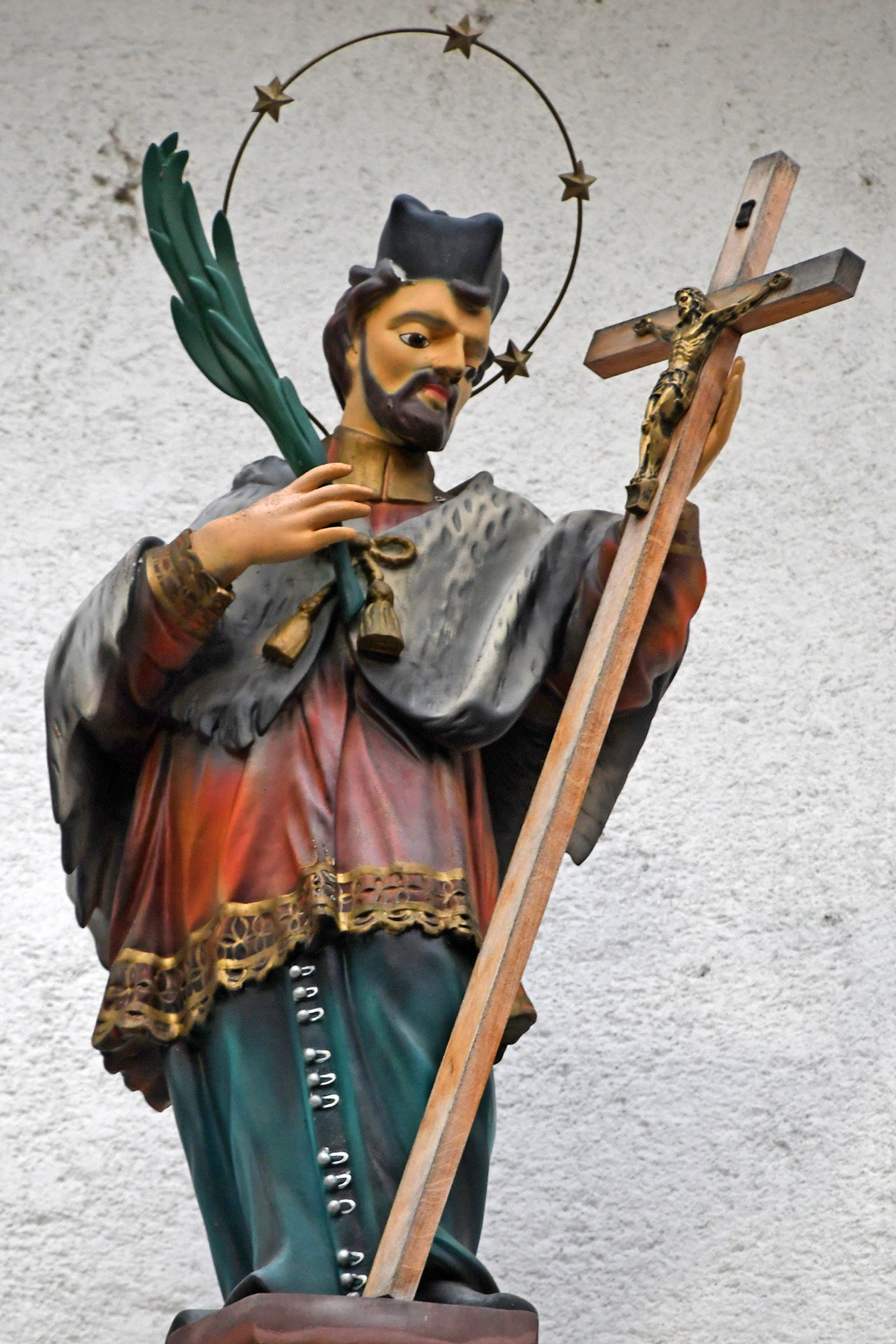
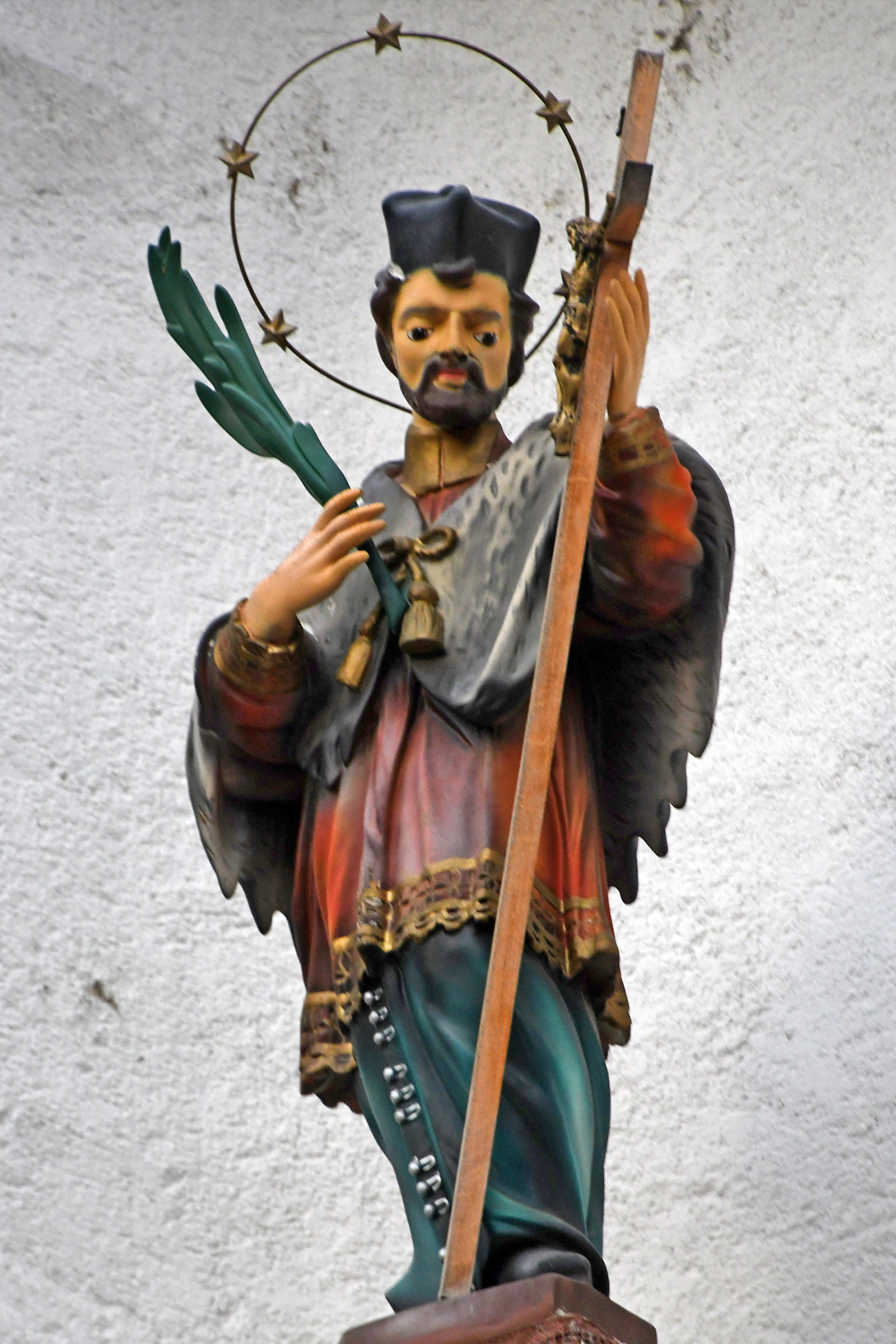

## Imagini din interior

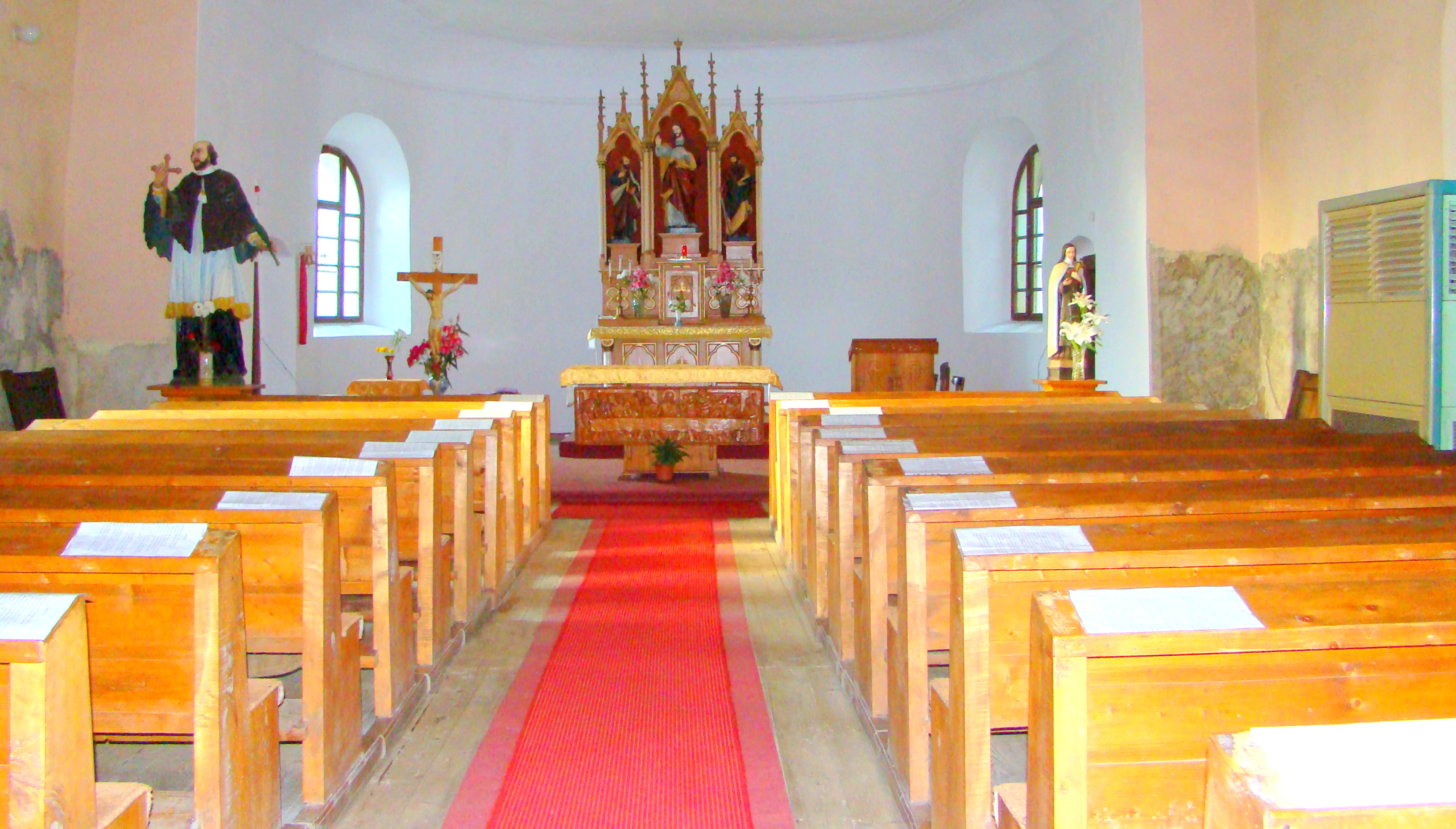
Nava spre altar
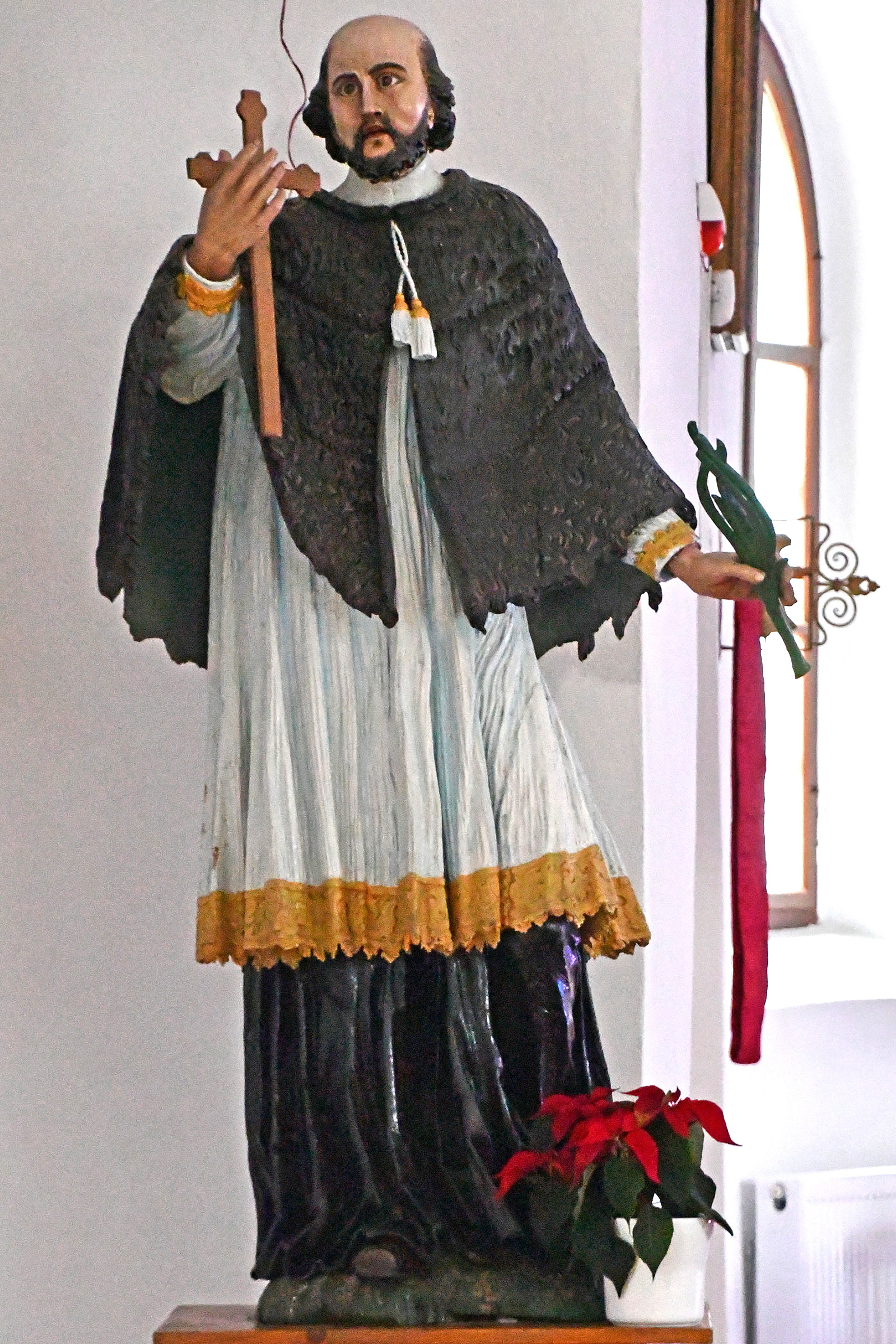
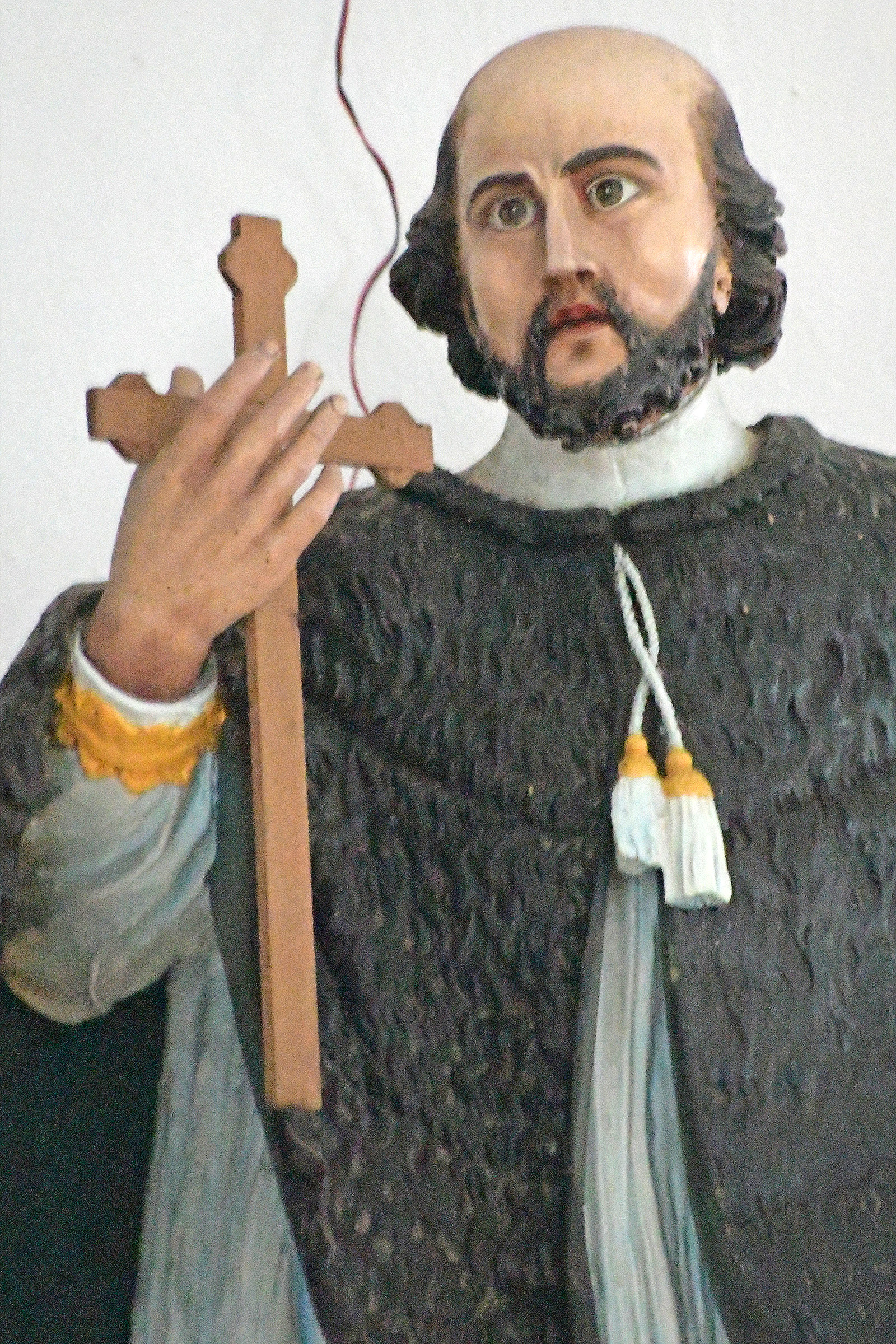
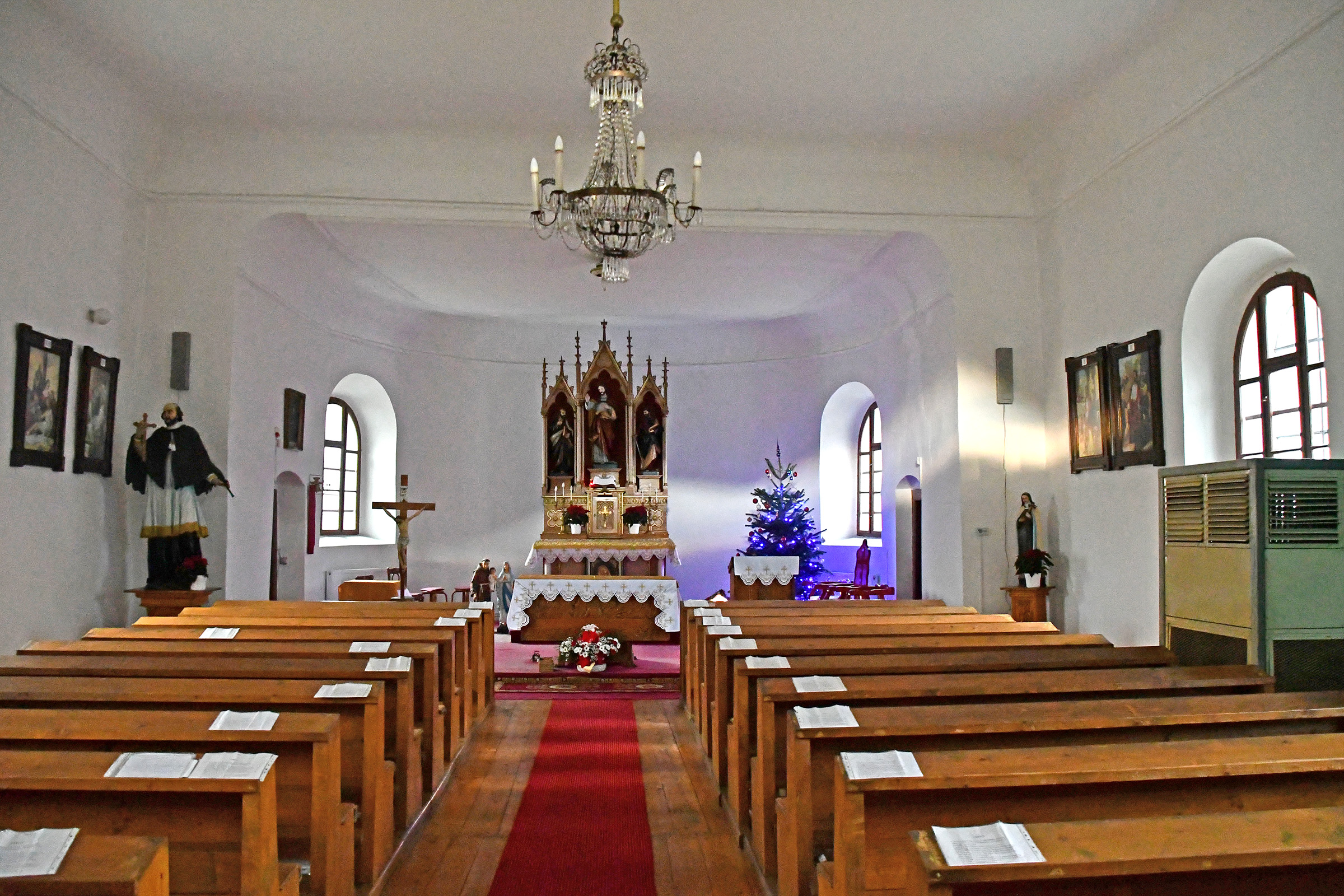
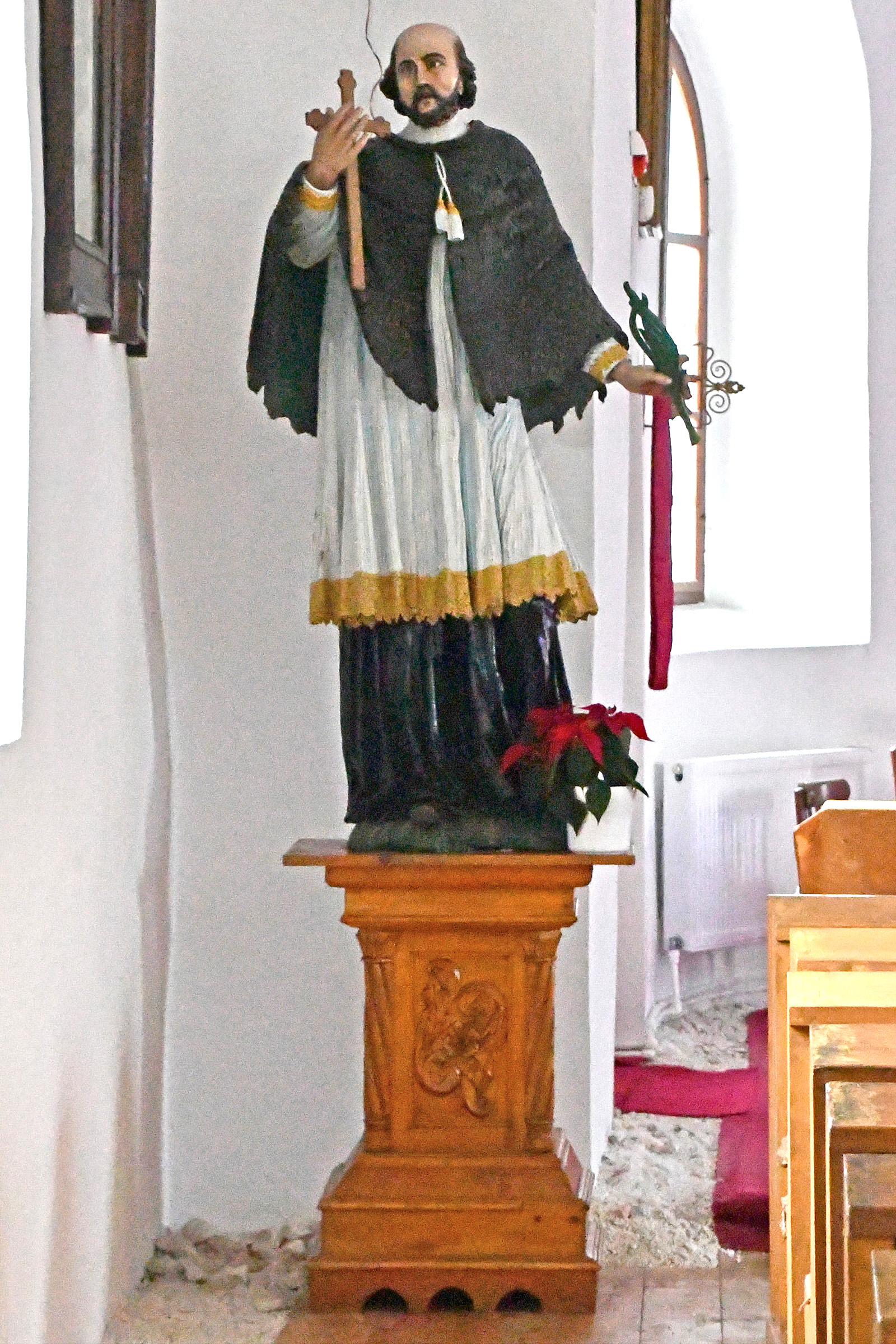
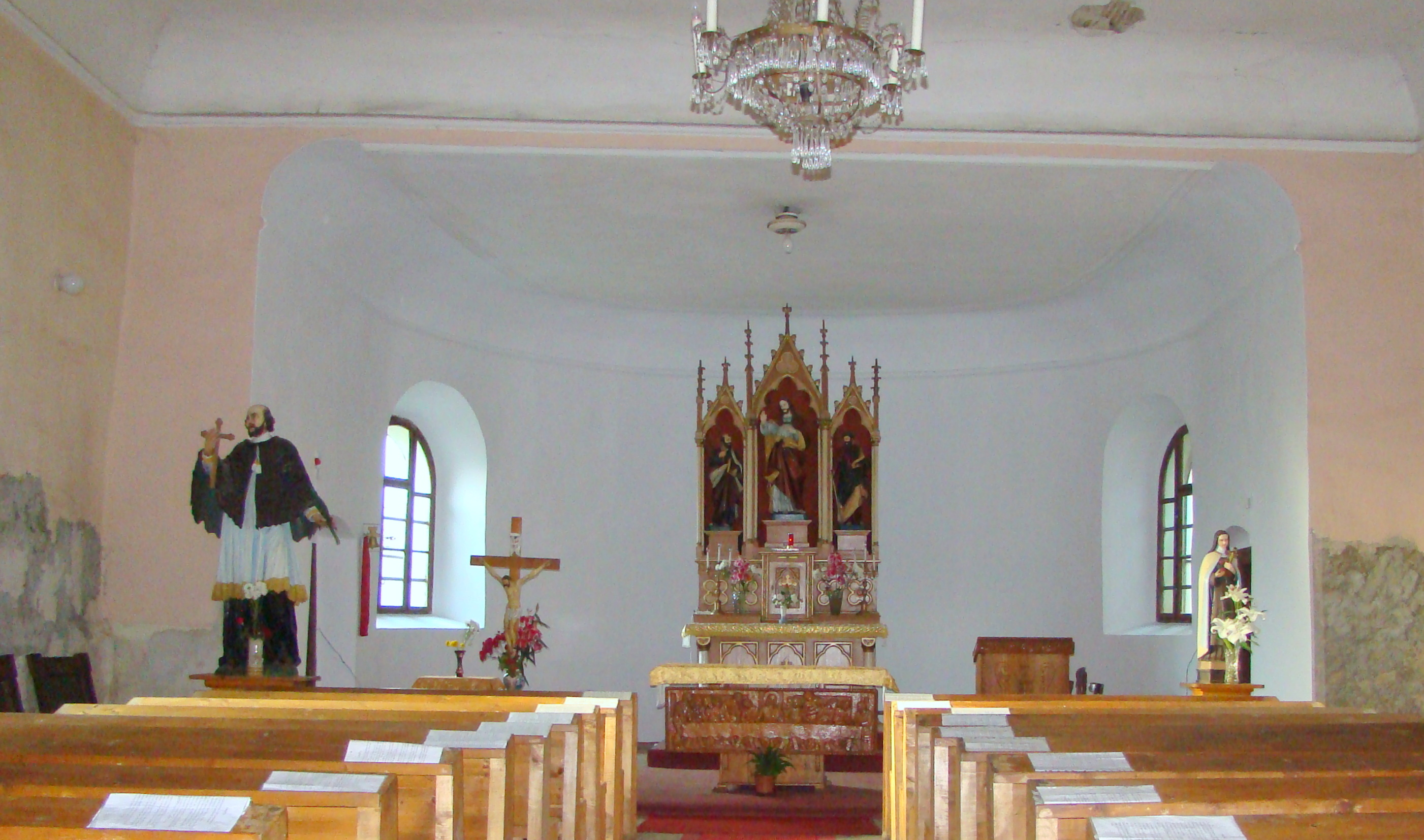
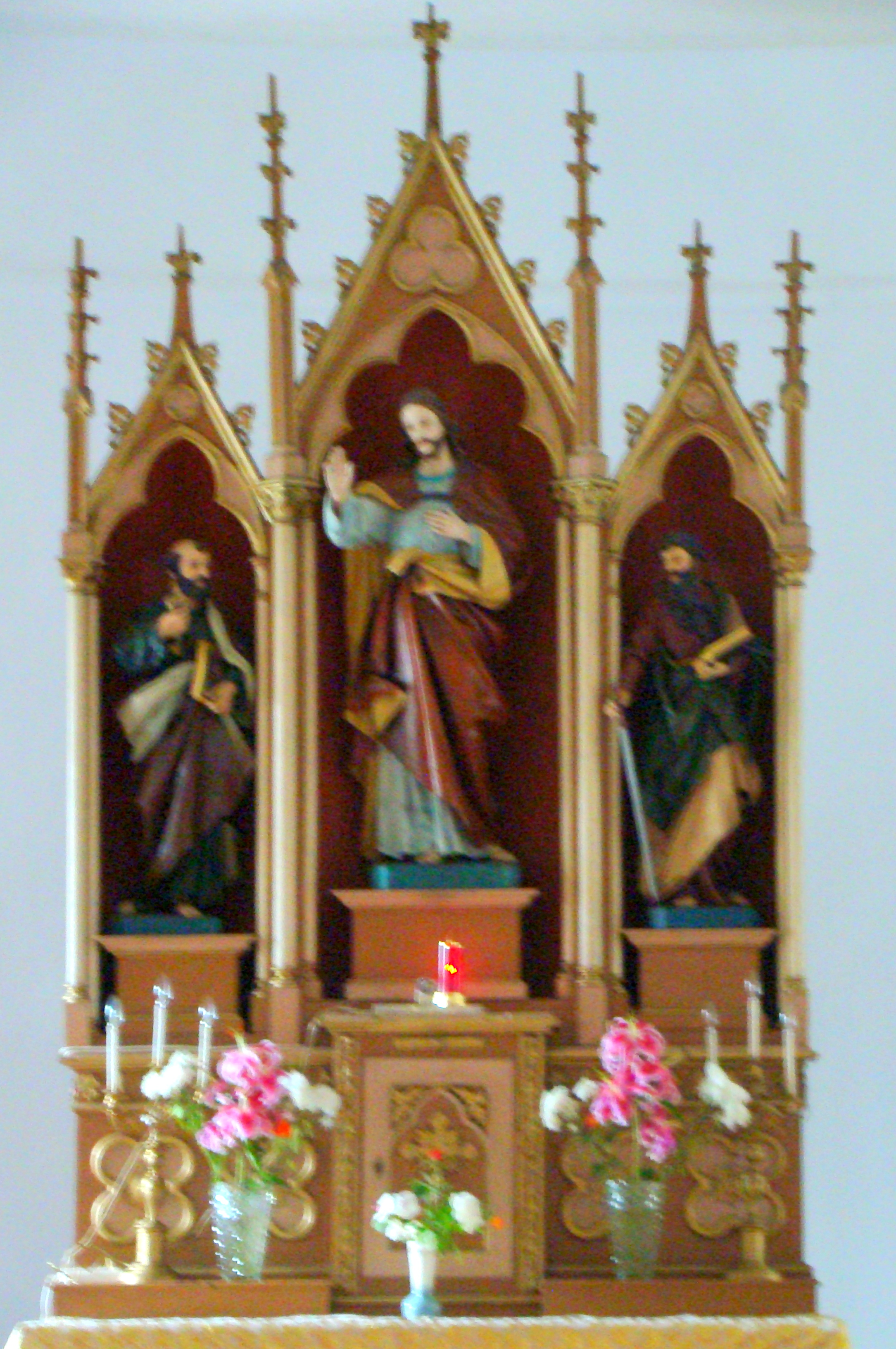
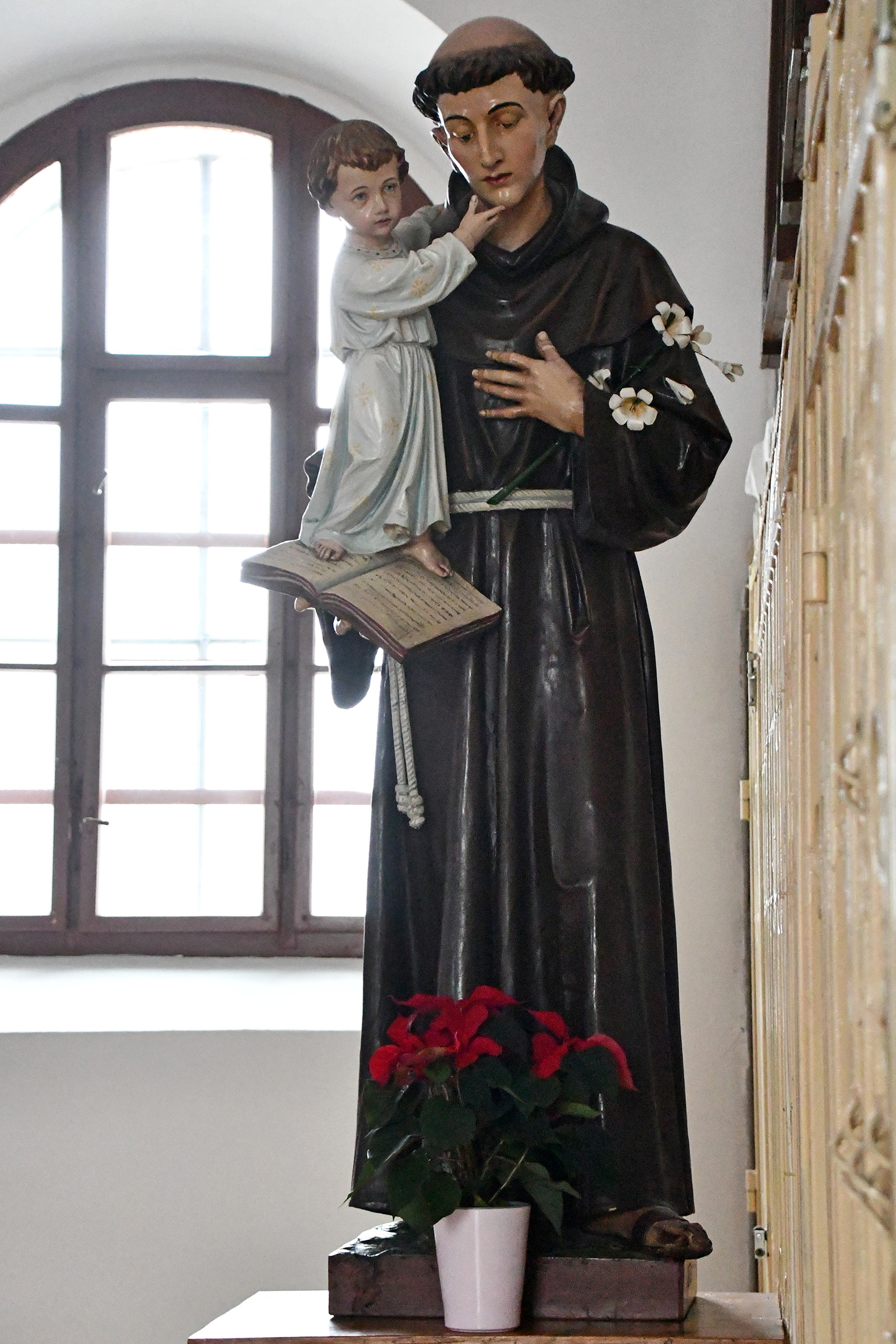
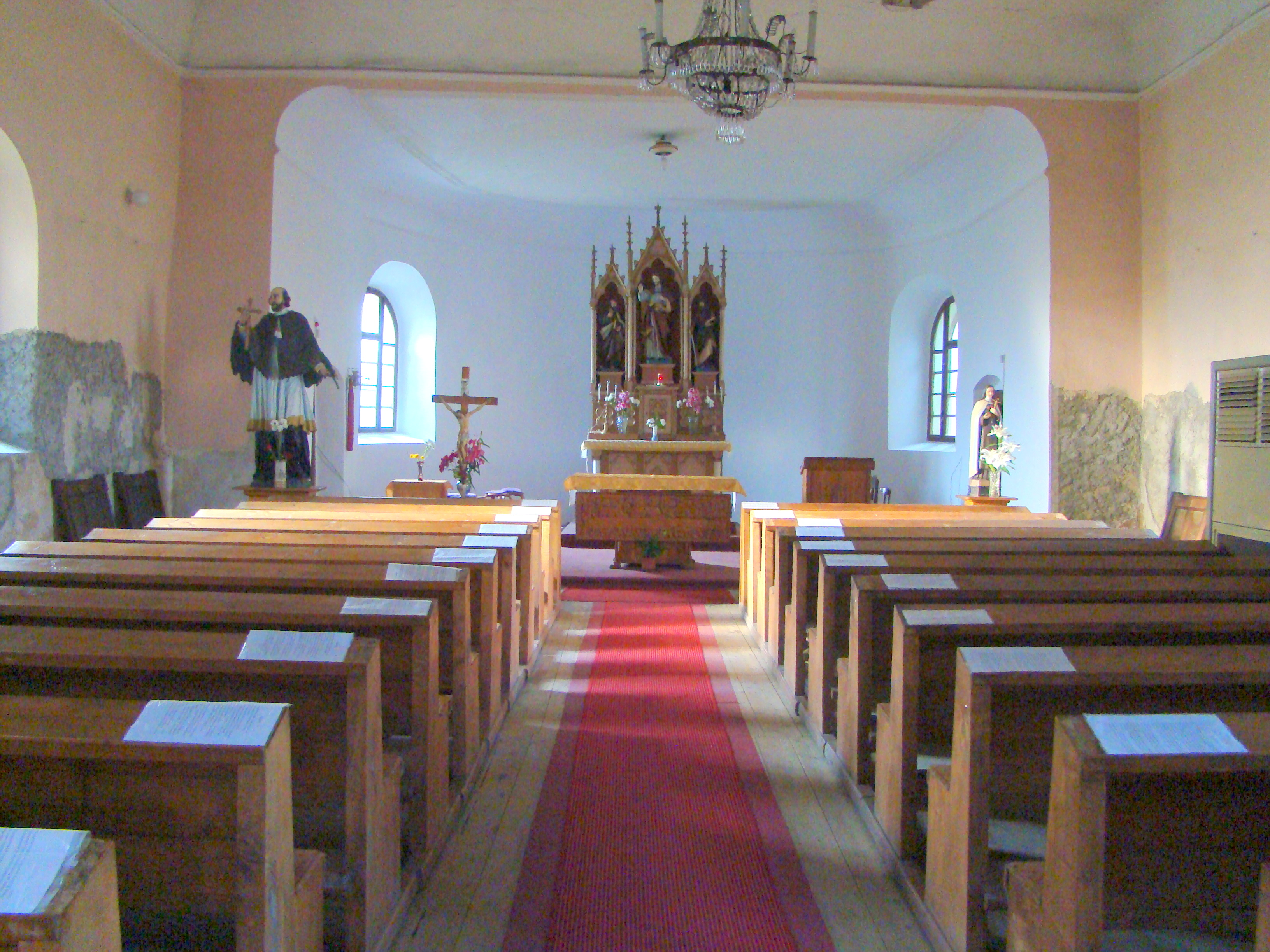